# سيرجي تيريخوف
سيرجي تيريخوف (بالروسية: Терехов, Сергей Юрьевич)‏ هو لاعب كرة قدم روسي في مركز الوسط، ولد في 27 يونيو 1990 في بريانسك في روسيا. شارك مع منتخب روسيا تحت 21 سنة لكرة القدم. أما مع النوادي، فقد لعب مع بالتيكا كالينينغراد ودينامو بريانسك ودينامو موسكو ونادي خيمكي.

## وصلات خارجية
- سيرجي تيريخوف على موقع قاعدة بيانات كرة القدم.إي يو (الإنجليزية)
- سيرجي تيريخوف على موقع Soccerway.com (الإنجليزية)
- سيرجي تيريخوف على موقع عالم كرة القدم.نت (الإنجليزية)